# 福島県立相馬農業高等学校
福島県立相馬農業高等学校（ふくしまけんりつ そうまのうぎょうこうとうがっこう）は、福島県南相馬市原町区に所在する県立高等学校。

## 設置学科
- 全日制課程
  - 生産環境科
  - 環境緑地科
  - 食品科学科

## 沿革
- 1903年 - 原町他2ヶ村組合立原町実業補習学校として創立。
- 1908年 - 相馬郡立相馬農業学校に校名改称。
- 1921年 - 福島県立相馬農蚕学校に校名改称。
- 1948年 - 学制改革に伴い、福島県立相馬農業高等学校となる。

## 福島第一原子力発電所事故の影響
相馬農業高等学校は2011年3月11日に発生した福島第一原子力発電所事故により指定された緊急時避難準備区域内にある。そのため、同年5月9日より相馬市にある相馬高等学校の施設に移転し、5月12日より学校を再開したが、9月末に緊急時避難準備区域が解除されたため11月14日に元の校舎に復帰した。